# Meduša
Meduša je gradina u Vrpolju kod Trilja.

## Opis
Prapovijesno arheološko nalazište gradina Meduša nalazi se na prijevoju između Vrpolja i Strizirepa, na rubu strizirepske krške zaravni, iznad zaselka Anđelići u Vrpolju, na području Grada Trilja. U podnožju gradine na istočnoj i sjeverozapadnoj strani pruža se lokalna cesta Vrpolje – Strizirep. Gradina Meduša nije arheološki istražena. Gradina je u tlocrtu ovalnog oblika, promjera oko 100 metara. Na južnoj i istočnoj strani gradine vidljiv je masivni kameni nasip koji je vjerojatno dio snažnoga suhozidnog bedema. Veći je dio platoa gradine stjenovit i prekriven niskim raslinjem. Gradina Meduša svojim istaknutim položajem dominira selom Vrpoljem, odakle se nadzirala dionica važne prapovijesne komunikacije koja je povezivala gradinska naselja na priobalju s unutrašnjošću Dalmacije pa se i vizualno komuniciralo s drugim strateškim punktovima, primjerice s obližnjom Gomilom u Vlakama na Jelinku, Žutinom gomilom i Čačvinom. Arheološko nalazište gradina Meduša ima značajno mjesto u prostoru koji svjedoči o prapovijesnim zbivanjima na području srednje Dalmacije, poglavito za brončanodobno i željeznodobno razdoblje.

## Zaštita
Pod oznakom Z-5885 zavedena je kao nepokretno kulturno dobro - pojedinačno, pravna statusa zaštićena kulturnog dobra, klasificirano kao "arheološka baština".